# مسجد الأنصار (اليمن)
مسجد الأنصار مسجد يقع في صنعاء عاصمة اليمن. يقع جنوب غرب مسجد البليلي وسوق صنعاء للسمك.